# Source Khan Kizi
La source Khan Kizi (en azéri : Xan qızı bulağı) est une fontaine publique alimentée par une source située dans la ville de Choucha, en Azerbaïdjan. La poétesse azerbaïdjanaise Khurchidbanu Natavan, la fille du dernier khan du Kharabakh, Mehtiguli Khan, avait financé sa construction. Actuellement, elle est à moitié détruite.
Après l'occupation de Choucha le 8 mai 1992, la source a été négligée. En conséquence, l'eau de la source s'est tarie et elle est tombée en ruine.

## Histoire
Parmi les monuments architecturaux de Choucha, les sources occupent une place particulière. Jusqu’aux années 1970, l’eau potable était un problème à Choucha. Initialement la composition des quarts de source n'était pas très répandue à Choucha. Dès les années 30 du XIXe siècle, la présence d'eau courante à Choucha a été observé. Cependant, la qualité de l'eau n'était pas satisfaisante.
Par conséquent, les habitants ont satisfait leurs besoins en eau des sources situées sur les rives des rivières Dachalti et Khalfali, dans les montagnes situées à 3-4 km de la ville. Ils remplissaient des bouteilles d'eau de ces sources et les transportaient jusqu'à la ville à dos de chevaux ou d'ânes. Ainsi, en 1871, la fille du dernier propriétaire du Karabakh, le major-général Kuli-khan Khurchidbanu-Begum, a apporté de l'eau à la ville des montagnes de la Kanaghah Khalifalin, située à 7 verstes de Choucha.
En 1871, à l'initiative de Khurchidbanu Natavan, un aqueduc reliant le mont Sarybaba à Choucha a été construit afin de fournir de l'eau potable à la population. Comme cet aqueduc était construit en tuyaux d'argile, l'eau qu'il contenait était fraîche. Plus tard, les tuyaux d'argile ont été remplacés par des tuyaux de bronze.
La source de Khan kizi est située sur le territoire du palais de Khurchidbanu Natavan.
À la suite de la guerre du Karabakh, La source Khan kizi est passé sous le contrôle de la République non reconnue du Haut-Karabakh en mai 1992. En conséquence, l'eau de la source a séché et elle est tombée en ruine. En novembre 2020, à la suite de la deuxième guerre du Karabakh, l'Azerbaïdjan a repris le contrôle de la ville.
La source fait partie de la liste des monuments protégés par l'État de l'histoire et la culture de l'Azerbaïdjan. Par la disposition du Ministère de la République Azerbaïdjanaise du 2 août 2001 la mosquée a été pris sous la protection de l'État comme le monument architectural de l'histoire et la culture d'importance nationale,.
Le 15 juin 2021 le Président de la République d’Azerbaïdjan Ilham Aliyev, la première Dame Mekhriban Alieva et le Président de la République de Turquie Redjep Tajip Erdogan, la première Dame Eminé Erdogan pendant la visite officielle de Choucha ont visité la source Khan Kizi.

### Construction
Khurchidbanu Natavan prend en charge de construire une source. En 1871, elle a construit une conduite d'eau du pied du montagne Sarybaba à Choucha, à sept kilomètres de la ville, afin de fournir de l'eau potable à la population. Khurchidbanu a réuni les meilleurs ingénieurs du Karabakh et de l'Iran, des artisans pour participer à la construction d'une conduite d'eau à Choucha. La construction qui a duré 1 ans 6 mois, s’est achevée avec succès le 18 août 1873,. Cinq mille personnes se réunissent pour participer à la cérémonie d'ouverture de la source. Pour construire la source Khurchidbanu Natavan a dépensé 100 000 manats d'or. En plus de l'argent, il a donné 180 moutons et 20 ensembles de robes chères à ceux qui ont participé au puisement d'eau. Le poète et artiste Mir Mohsen Navvab a écrit une histoire-matérielle (azerb.maddeyi-tarix) sur la construction de la conduite d'eau et a bien apprécié le travail de Khurchidbanu Begum.
Comme cet aqueduc était construit en tuyaux d'argile, l'eau qu'il contenait était fraîche. Plus tard, les tuyaux d'argile ont été remplacés par des tuyaux de bronze. Afin de donner cette eau aux gens, on a construit la source de Khan Kizi dans le complexe du palais de Khurchidbanu Natavan, dans le quartier de Chelgala. La source est en marbre blanc et se compose de 12 yeux et d’un bassin circulaire octogonal.
Après l'occupation de Choucha le 8 mai 1992, la source était dans un état de délabrement. En conséquence, l'eau de la source a séché et elle est tombée en ruine,,.
La source a été inscrite sur la liste des monuments historiques et culturels d'importance locale par la décision no 132 du Conseil des ministres de la République d'Azerbaïdjan du 2 août 2001,.
En 2020, après la libération de Choucha pendant la Seconde Guerre du Karabakh, la source a été rénovée et restituée aux gens,,.

## Galerie

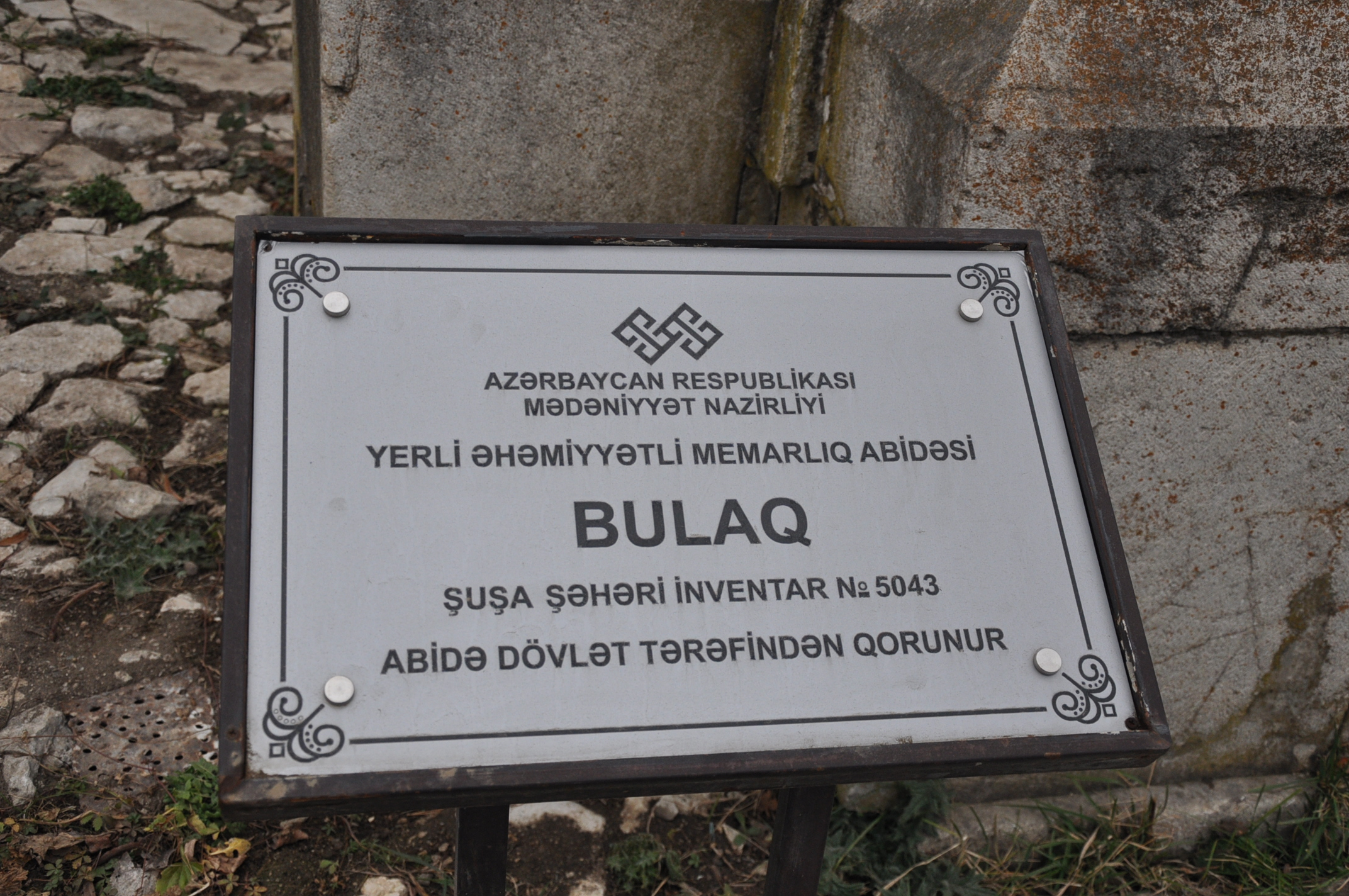
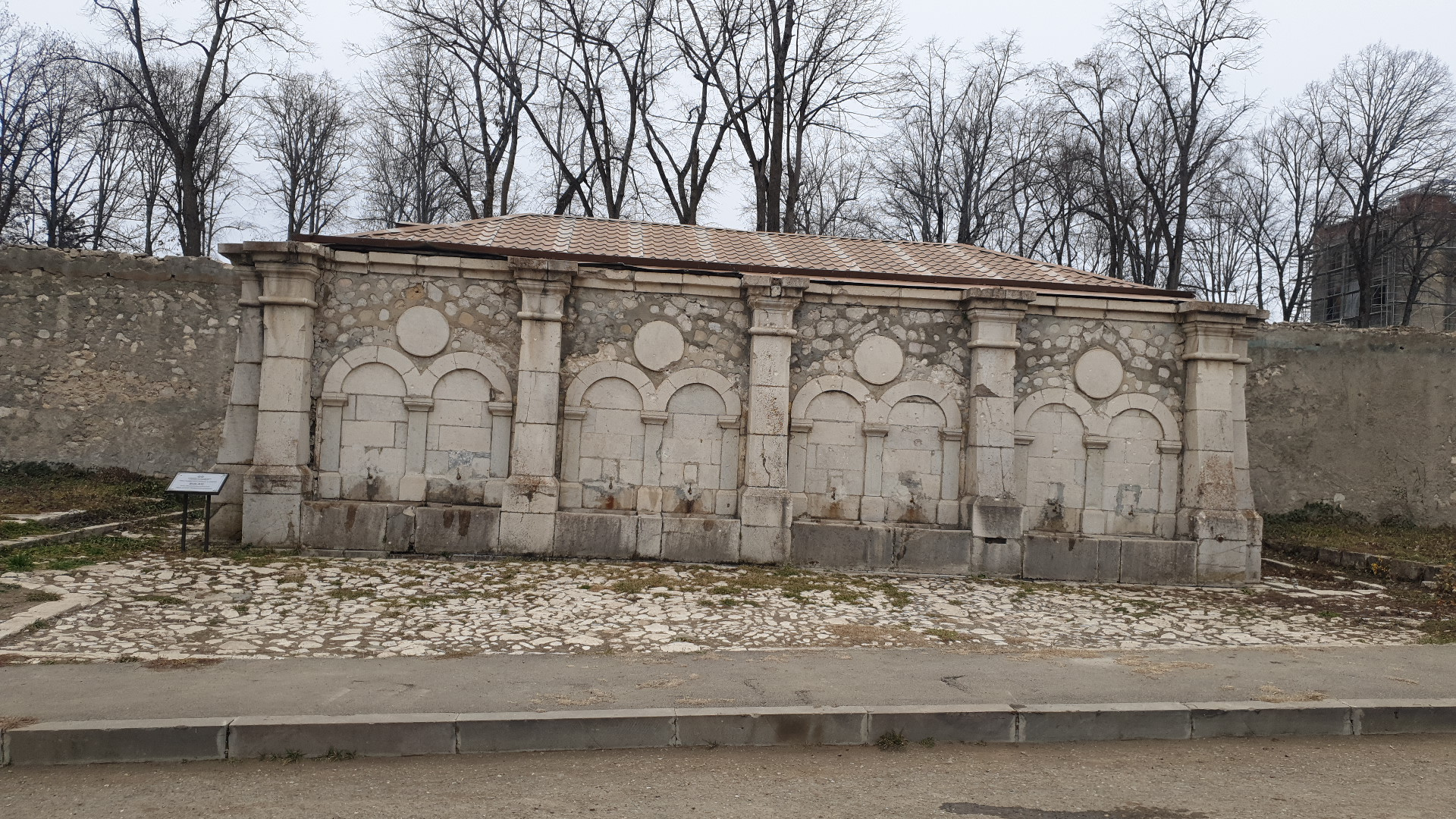
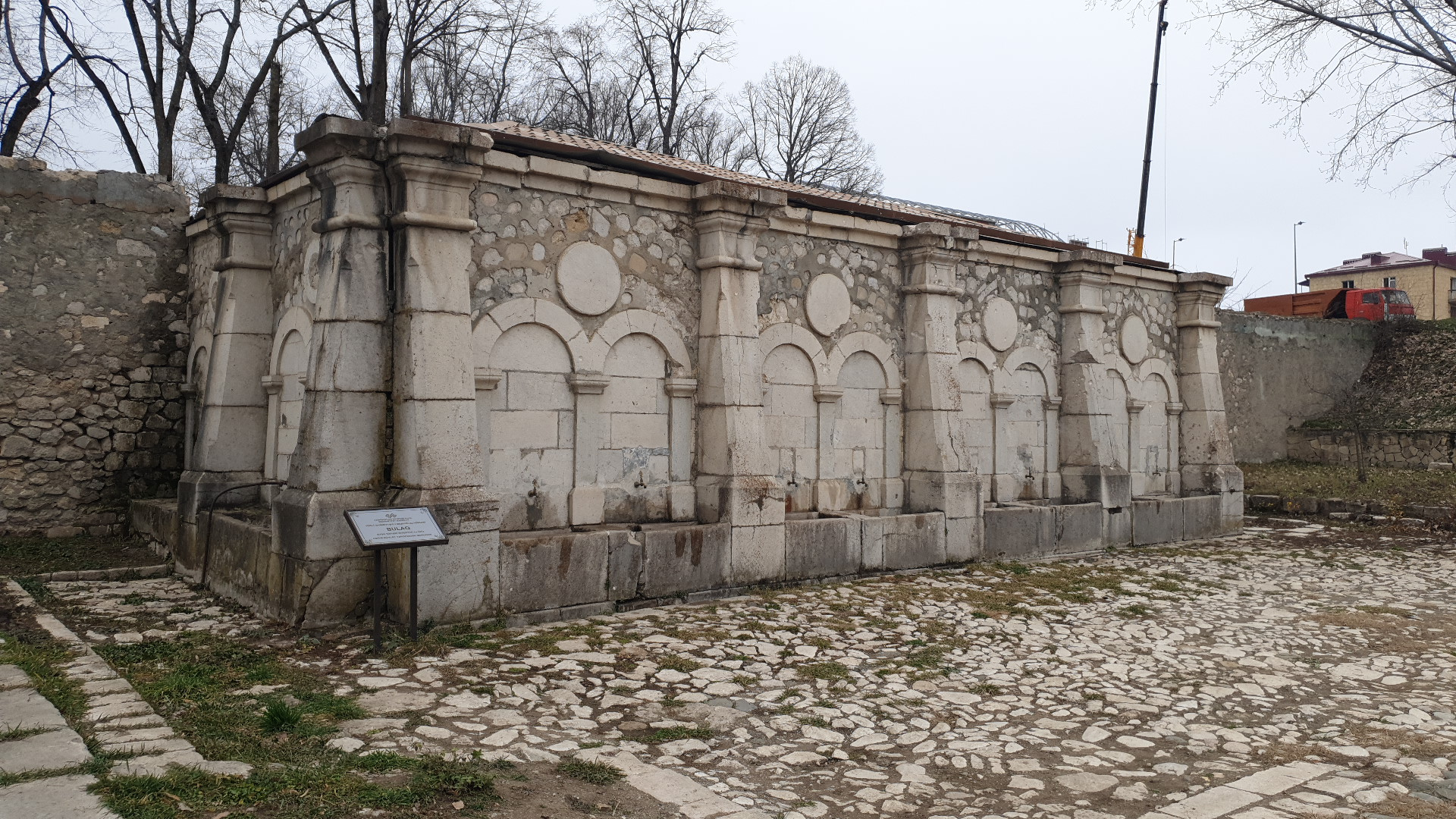
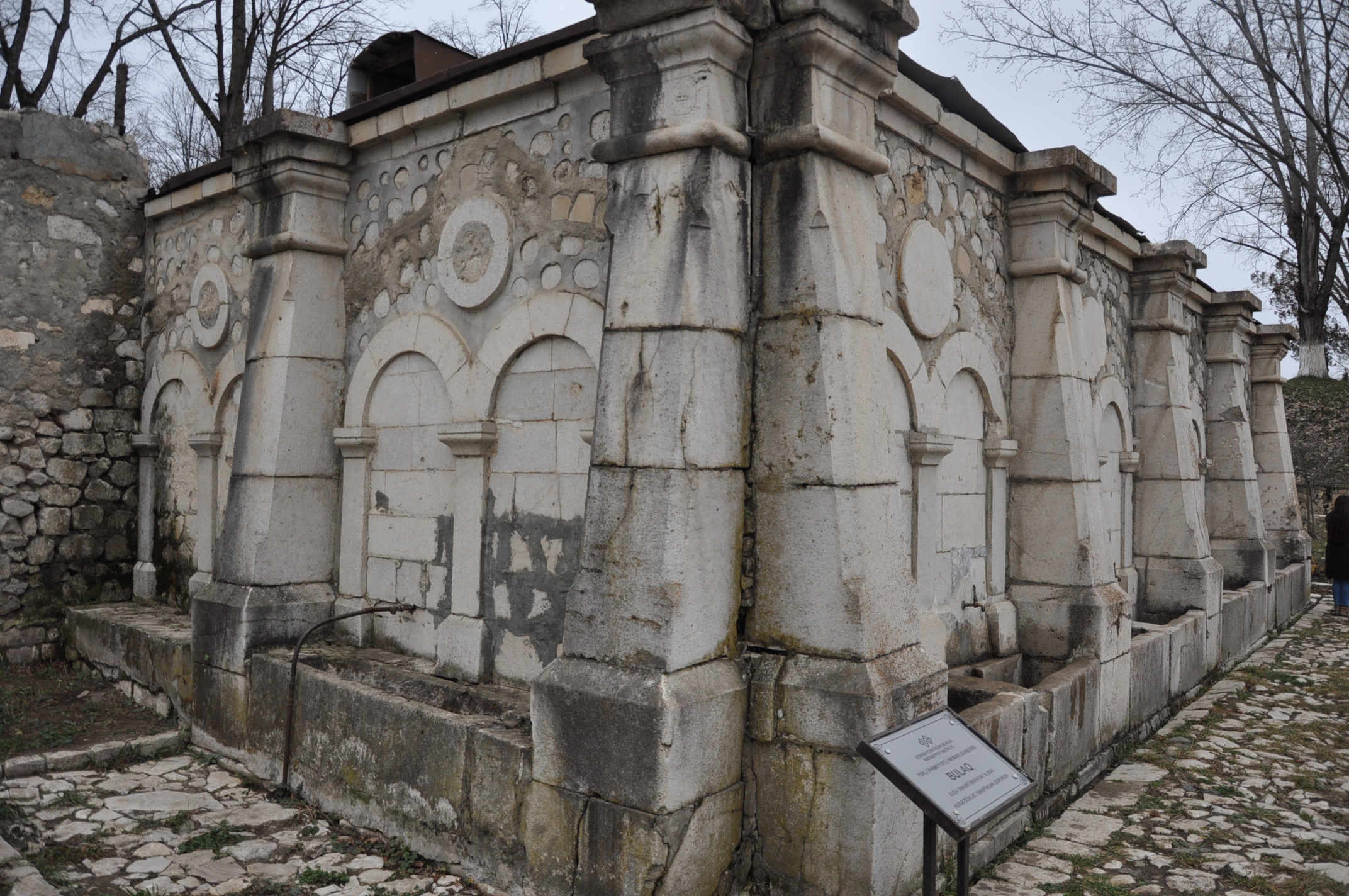
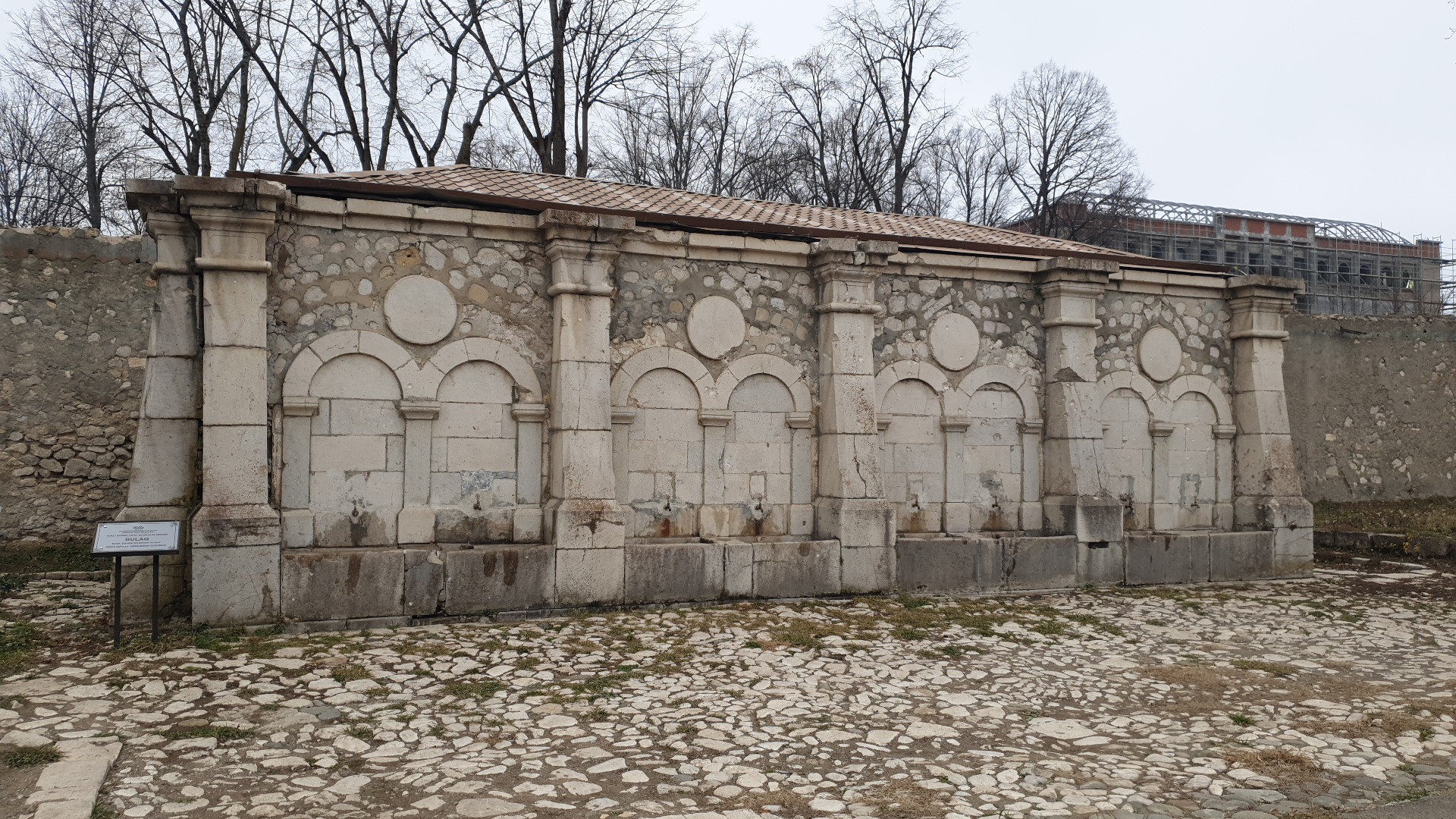
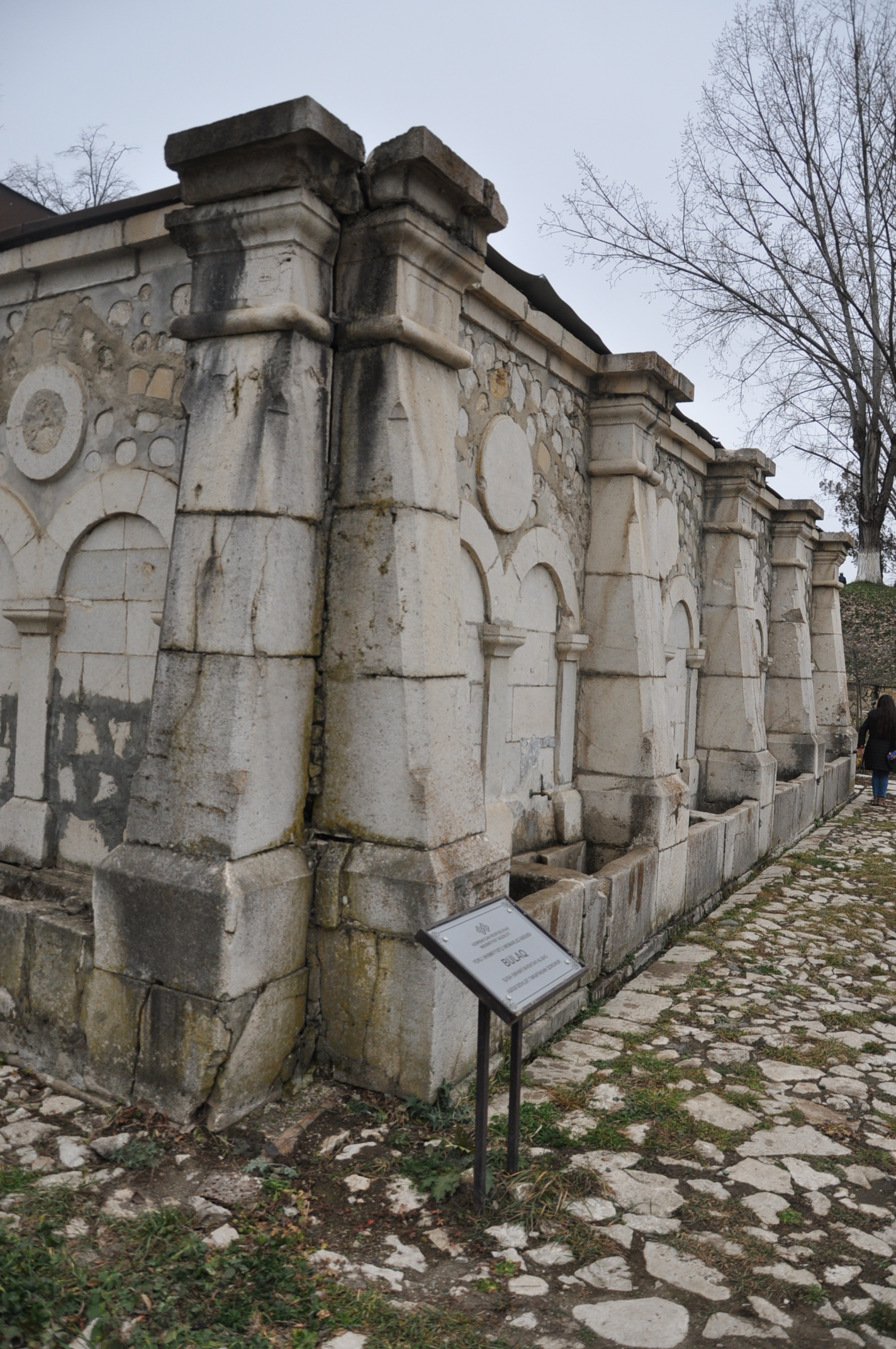
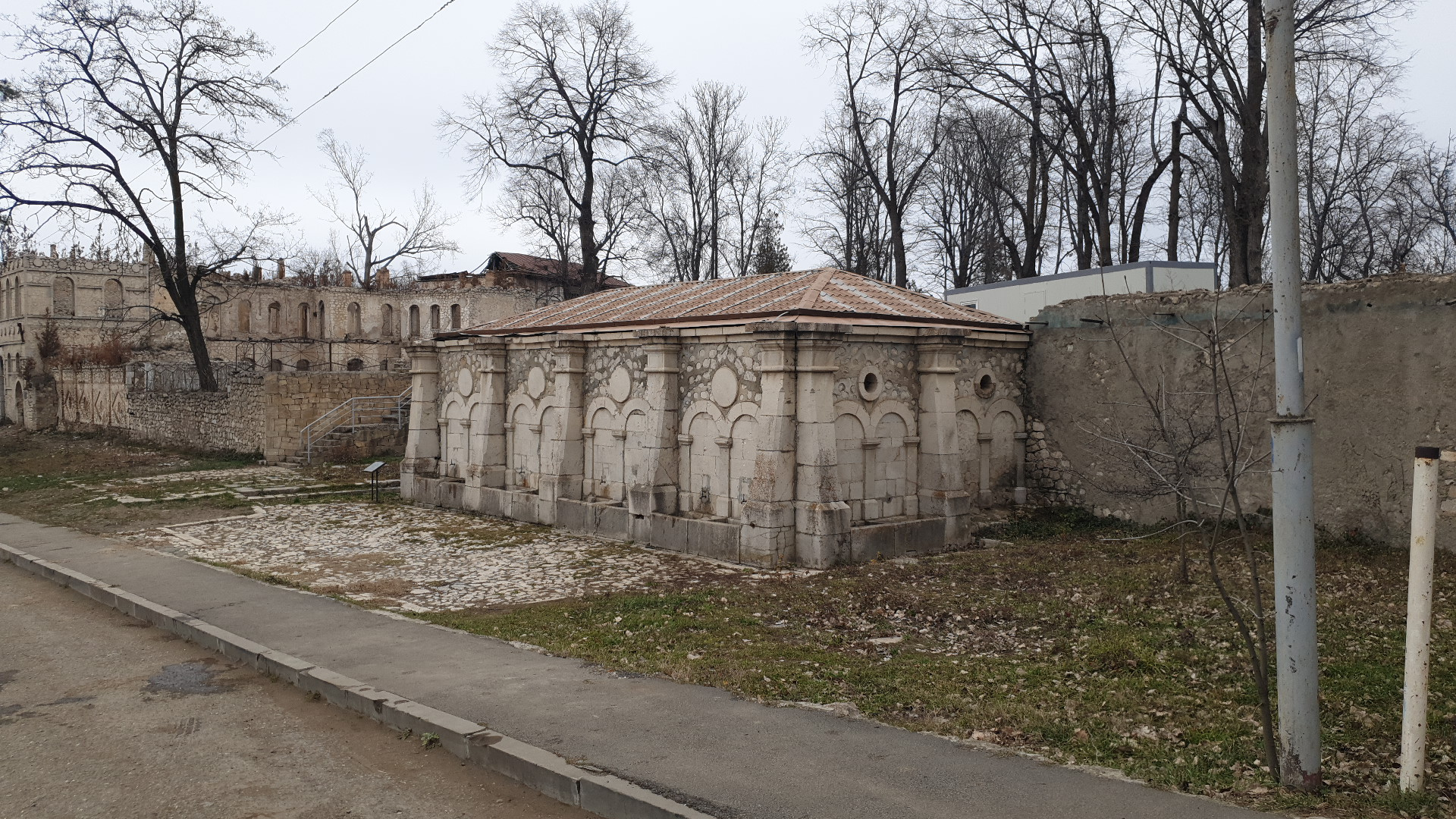